# Montacuto
Montacuto är en ort och kommun i provinsen Alessandria i regionen Piemonte i Italien. Kommunen hade 252 invånare (2018).